# Gladius
La Gladius va ser una de les espases més utilitzades per l'exèrcit romà, la paraula prové del llatí i significa espasa. A principis de l'antiga Roma les espases romanes eren similars a les utilitzats pels grecs, la xiphos. A partir delsegle iii aC, els romans van adoptar espases similars a les utilitzades pels celtibers i d'altres tribus, durant la primera part de la conquesta d'Hispània. Aquest tipus d'espasa era coneguda com la Gladius hispaniensis, o "espasa hispana".
Es va arribar a pensar que eren similars a les de tipus més tardà com la Magúncia, però l'evidència actual suggereix que no era el cas. Més aviat, aquestes fulles primerenques que seguien un patró lleugerament diferent, més llargues i estretes, van ser les que Polibi considera bones per a blandir i estocar. Més tard les gladius existents van patir una sèrie de variacions (en mida, mànec, resistència) que actualment són conegudes com la Mainz, Fulham, i les de tipus Pompeia. En el període tardà romà, Vegeci es refereix a les espases trucada (o semispathae semispathia) i spathae, tant de la que sembla considerar Xiphias un terme apropiat.
Un soldat romà completament equipat hauria estat armat amb un escut (scutum), unes quantes javelines (pílum), una espasa (gladius), probablement una daga (pugio) i potser un nombre de dards (plumbata). Convencionalment, les javelines serien llançades abans d'enfrontar-se a l'enemic per després utilitzar el gladius. El soldat, en general, empenyia amb el seu escut i donava estocades amb l'espasa. Contràriament a la creença popular, els diversos models de la gladius també havien estat adaptats per talla sembla que també han estat adequats per tallar i per donar estocades.
En la iconografia tradicional, és l'atribut de Sant Miquel Arcàngel.

## Adquisició per part dels romans

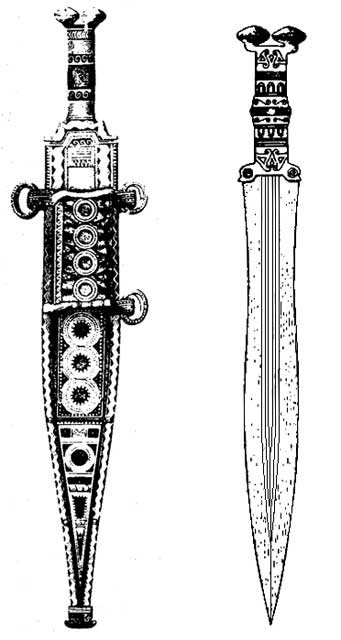
Una espasa de la cultura Cogotas II a Espanya, que va començar al voltant de 700 abans de Crist. La forma és indistingible de l'espasa hispana.

El debat sobre l'origen de la Gladius hispaniensis continua; encara avui dia es dubte si prové de les espases celtes de la cultura de La Tène i de la cultura de Hallstatt el període és inqüestionable. Si ho va fer directament de les tropes celtibers de la Guerres púniques o per mitjà de les tropes gal·les de la Guerra de les Gàl·lies continua sent el gran dubte.
L'espasa hispana, probablement no va ser adquirida a Hispània, ni dels cartaginesos. Titus Livi relata la història de Tit Manli Imperiós Torquat en assumir un desafiament d'un gal a un duel contra un soldat de grans dimensions en un pont sobre del riu Anio, on els gals i els romans es van assentar a banda i banda del riu. Manli utilitzant l'espasa hispana durant el duel la va clavar dues vegades travessant l'escut de la Gal·lia i clavant-la a l'abdomen del seu contrincant.

## Tipus
Es van utilitzar diversos dissenys al llarg de la història militar de Roma però segons els historiadors els tres tipus principals que s'utilitzaren van ser la Mainz, la Fulham, i la Pompeia (aquests noms es refereixen a on van ser trobades). Recentment algunes troballes arqueològiques han revelat una versió anterior, al Gladius hispaniensis (espasa hispana).
Les diferències entre aquestes varietats són subtils. L'espasa hispana original presentava una petita curvatura en la fulla, aquest model es va fer servir durant la República. La varietat Mainz va començar a utilitzar-se en l'inici de l'Imperi, es va mantenir la curvatura però l'espasa es va fabricar més curta i es va ampliar la fulla i la punta es va fer triangular. En ser la versió Mainz menys efectiva en la batalla es va començar a utilitzar la versió Pompeia, s'elimina la curvatura, es va allargar la fulla, i es va disminuir la mida de la punta. La Fulham presentava vores rectes i una punta llarga.
Les descripcions de les principals gladius:
- Gladius Hispaniensis: Utilitzada d'entre el 200 aC fins al 20 aC. La longitud de la fulla era d'uns 60-68 cm, la longitud de l'espasa era d'uns 75-85cm i l'amplada era d'uns 5cm. Aquest va ser el més gran i més pesat de les gladius. Full primers i més llarga de la gladii, la fulla de forma pronunciada en comparació amb les altres formes. ~ 1 kg de pes màxim per a les versions més grans, probablement un exemple estàndard pesaria ~ 900g (mànec de fusta).

- Mainz: La varietat Mainz va ser creada en el campament romà de Moguntiacum probablement l'any 13 aC. Això va proporcionar que es fundés una ciutat al voltant del campament. La fabricació de l'espasa probablement va començar en el campament i es va estendre a la ciutat. Les espases fetes a Magúncia es van vendre àmpliament pel nord. La varietat Mainz es caracteritza per una cintura petita al llarg de la fulla i una fulla llarga. Longitud de la fulla ~ 50-55 cm. Longitud Espasa ~ 65-70 cm. Amplada de l'espasa ~ 7 cm. Pes ~ 800g (mànec de fusta).

- Fulham o Mainz-Fulham: El nom de l'espasa ve donat pel fet que va ser creada a prop de Fulham, de manera que la data per un temps després de l'ocupació romana de la Gran Bretanya va començar. Això hauria estat després de la invasió de Aule Plauci en el 43 dC. Es va utilitzar fins al final del mateix segle. Es considera el punt de conjunció entre Magúncia i Pompeia. Alguns ho consideren una evolució. El full és lleugerament més estret que la varietat de Magúncia, la diferència principal és la punta triangular. Longitud de la fulla ~ 50-55 cm. Longitud Espasa ~ 65-70cm. Amplada de la pala ~ 6cm. Espasa ~ 700g de pes (mànec de fusta).

- Pompeia (o Pompeià o Pompeia): Anomenada així pels investigadors després de trobar-ne a la ciutat romana de Pompeia, aquesta gladius va ser la més popular. S'han localitzat quatre casos de troballes d'aquesta espasa a Pompeia. Aquest model és la més curta de les gladius i té una punta triangular. Observeu que sovint es confon amb la spatha que va ser més llarga, reduint arma utilitzada pels auxiliars de cavall. Amb els anys les Pompei es van fer més llarges, més tard aquestes versions s'anomenaren semi-spatha. Longitud de la fulla ~ 45-50cm. Longitud Espasa ~ 60-65cm. Amplada de la pala ~ 5cm. Espasa ~ 700g de pes (mànec de fusta).